# Coût proportionnel

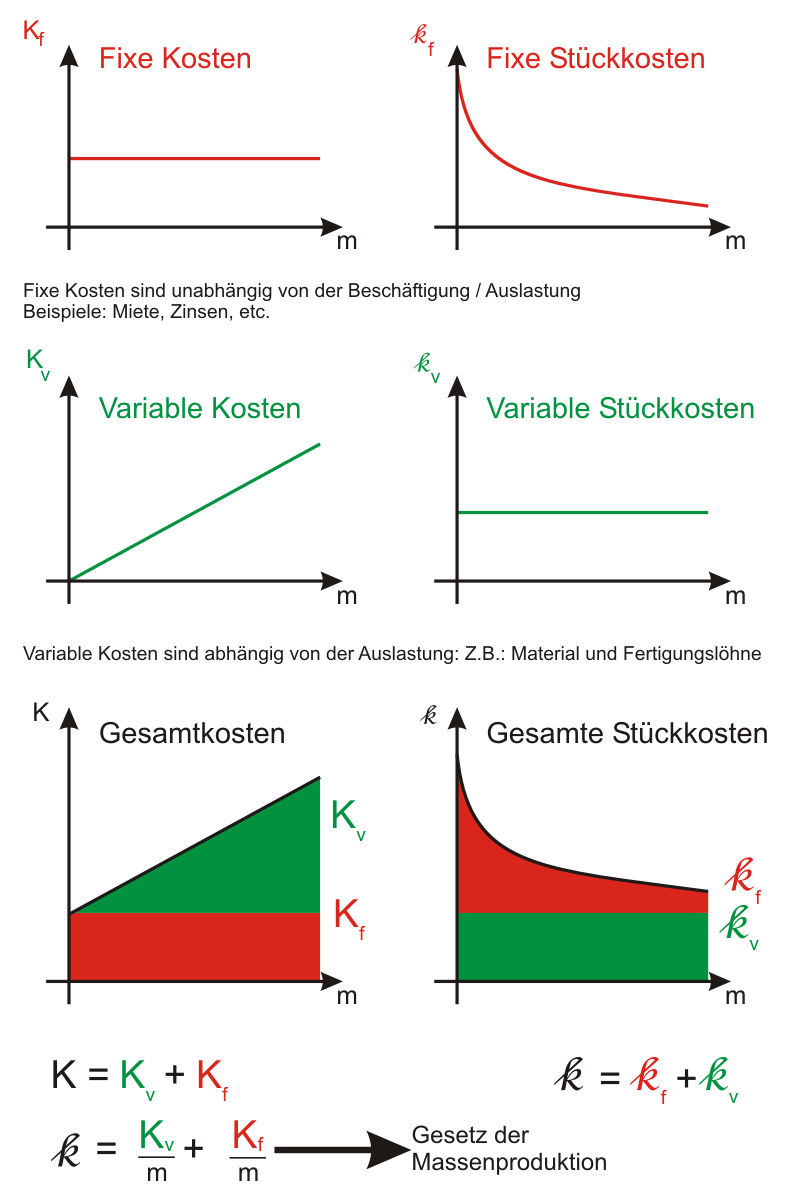
Illustrations de coûts proportionels et fixes.

Un coût proportionnel, aussi appelé coût variable, est un coût fonction de l'activité. À l'inverse du coût fixe, qui dans une certaine limite ne dépend pas de la quantité de bien produite, le coût proportionnel est croissant avec la quantité produite. Il comprend par exemple le coût des matières premières consommées lors de l'élaboration d'un bien. 

## Enjeux des coûts variables
Afin de réaliser des analyses rétrospectives de performance, le contrôle de gestion réalise la répartition de la somme des coûts relatifs à une activité. La comptabilité analytique propose des méthodes d'analyse de ces coûts. Une des méthodes est de séparer les coûts qui sont fonction de l'activité et ceux qui varient peu en fonction de l'activité. Dans ce contexte, les coûts variables servent d'information au modèle qui permet ensuite de réaliser des analyses sur la marge sur coût variable et déterminer le seuil de rentabilité.

## Caractéristiques des coûts variables
Le coût variable en monnaie est obtenu en multipliant, à partir d’un certain coût, le coût variable en nature au prix du facteur variable. La courbe de coût variable en monnaie se déduit de la courbe de coût variable en nature. Les courbes de coût variable moyen et de coût variable marginal se déduisent de la courbe de coût variable en monnaie d’après des relations géométriques.
Ces notions sont utilisées, pour décrire les coûts de production de l'électricité des différents types de centrales :
- Une centrale nucléaire a des coûts fixes très importants, de très gros investissement lors de la construction et, des coûts proportionnels plutôt faibles, on produit de nombreux mégawatts d'électricité avec peu d'uranium (il s'agit ici d'un exemple : du point de vue des coûts, il est important d'internaliser les coûts de stockage des déchets radioactifs dans le calcul du prix de revient du MW provenant du nucléaire) ;
- Une centrale thermique au gaz a des coûts fixes plus limités, investissement moyen lors de la construction, mais par contre des coûts proportionnels importants, il faut beaucoup de gaz pour produire de 1 MW.